# ایستگاه متروی شهدای دولت‌آباد
ایستگاه متروی شهدای دولت‌آباد یکی از اولین ایستگاه‌های خط ۶ متروی تهران است. این ایستگاه در شهرک دولت‌آباد، انتهای بلوار قدس قرار دارد. خط ۶ مترو در صبح روز ۱۸ فروردین ۱۳۹۸ با حضور رئیس‌جمهور در ایستگاه بزرگ شهرک دولت‌آباد افتتاح شد.

این ایستگاه علاوه بر داشتن فضای سبز بزرگ و زیبا در محوطه بیرونی آن, دارای ۲۴۱۷ متر مربع فضای سرپوشیده است.گفته می‌شود قرار است یک پارکینگ مدرن و سرپوشیده در کنار ایستگاه مترو دولت آباد احداث شود. در آینده قرار است این ایستگاه، ایستگاه تبادلی خط ۶ و خط ۹ متروی تهران شود.

## امکانات
از امکانات این ایستگاه می‌توان به پله برقی، آب سردکن و پایانه اتوبوسرانی و تاکسیرانی اشاره کرد.